# Lockheed L-75 Saturn
Dimensions
Le Lockheed L-75 Saturn est un prototype d'avion de ligne américain de la seconde moitié des années 1940. Il ne trouva jamais de débouché commercial et sa production se limita à deux machines.

## Développement
Conçu au départ dès la fin de l'année 1944 par l'ingénieur Don Palmer, créateur entre autres du Super Electra, le Lockheed L-75 naquit dans les ateliers secrets des Skunk Works, alors que ceux-ci travaillaient également sur le programme du chasseur à réaction P-80 Shooting Star. 
Dans l'esprit des ingénieurs américains il s'agissait d'anticiper la fin de la guerre et de développer un avion court-courrier apte au transport d'une dizaine de passagers ou d'un mélange passagers et fret. Le nouvel avion devait donc regrouper toutes les connaissances de l'époque en matière de construction aéronautique. C'est ainsi que le programme s'accéléra avec la sortie d'atelier du premier prototype à la fin de l'année 1946.
Extérieurement le Lockheed L-75 se présentait sous la forme d'un bimoteur propulsé par moteurs en étoile GR9-A. Il disposait d'une aile haute cantilever et son usinage faisait massivement appel au métal. En outre, il possédait un train d'atterrissage tricycle escamotable. Sa cabine permettait l'accueil de quatorze passagers tandis que le cockpit était prévu pour deux membres d'équipage, pilote et copilote.
C'est dans cette configuration que l'avion réalisa son premier vol le 8 aout 1947. Un second prototype, plus proche de la définition commerciale était alors en assemblage. Il fut baptisé Saturn.

## Déboires commerciaux
Au lendemain de la Seconde Guerre mondiale le marché des avions de ligne était saturé par les anciens avions militaires, et en premier lieu les Curtiss C-46 et Douglas C-47 fraîchement revendus en surplus. De ce fait le Lockheed L-75 Saturn arrivait au plus mauvais moment. Mais en outre la concurrence faisait rage et les autres avionneurs proposaient des machines plus modernes telles le Convair 240 ou le Martin 2-0-2. Sur ces deux avions la conception avait intégré le confort des passagers.
Le programme fut finalement abandonné en 1948 et les deux avions envoyés au ferrailleur, le second n'ayant même pas eu le temps de voler.

## Appareil comparable
- Beechcraft Model 34 Twin Quad.